# Mallegato
Il mallegato (di cui è internazionalmente conosciuta la sua variante specifica: Biroldo) è un insaccato tipico toscano che assume denominazioni e contenuti leggermente diversi a seconda della zona. Nel senese è noto come buristo; nel pesciatino e nelle province di Pistoia e di Pisa è chiamato mallegato.
È realizzato con cotenne e parti della testa del suino, cotte e macinate, cui si aggiungono lardelli soffritti e sangue filtrato di maiale. L'impasto è insaporito con aromi, a volte uvetta, e insaccato nello stomaco del suino. Nel territorio dell'Alta Versilia è chiamato biroldo e gli viene data una forma allungata simile ad un salame, più pratico da tagliare e divisibile in fette della medesima dimensione. In Garfagnana gli viene invece conferita una forma sferica e viene realizzato utilizzando le parti meno nobili del maiali come testa, polmoni, cuore, lingua e talvolta frattaglie. In alcune zone viene mangiato tagliato a fette e fritto.
La Regione Toscana ha ottenuto l'inclusione del biroldo tra i prodotti agroalimentari tradizionali italiani per le seguenti tipologie:
- biroldo Versiliese
- biroldo della Garfagnana;
- biroldo delle Apuane;
- biroldo di Lucca (mallegato buristo).

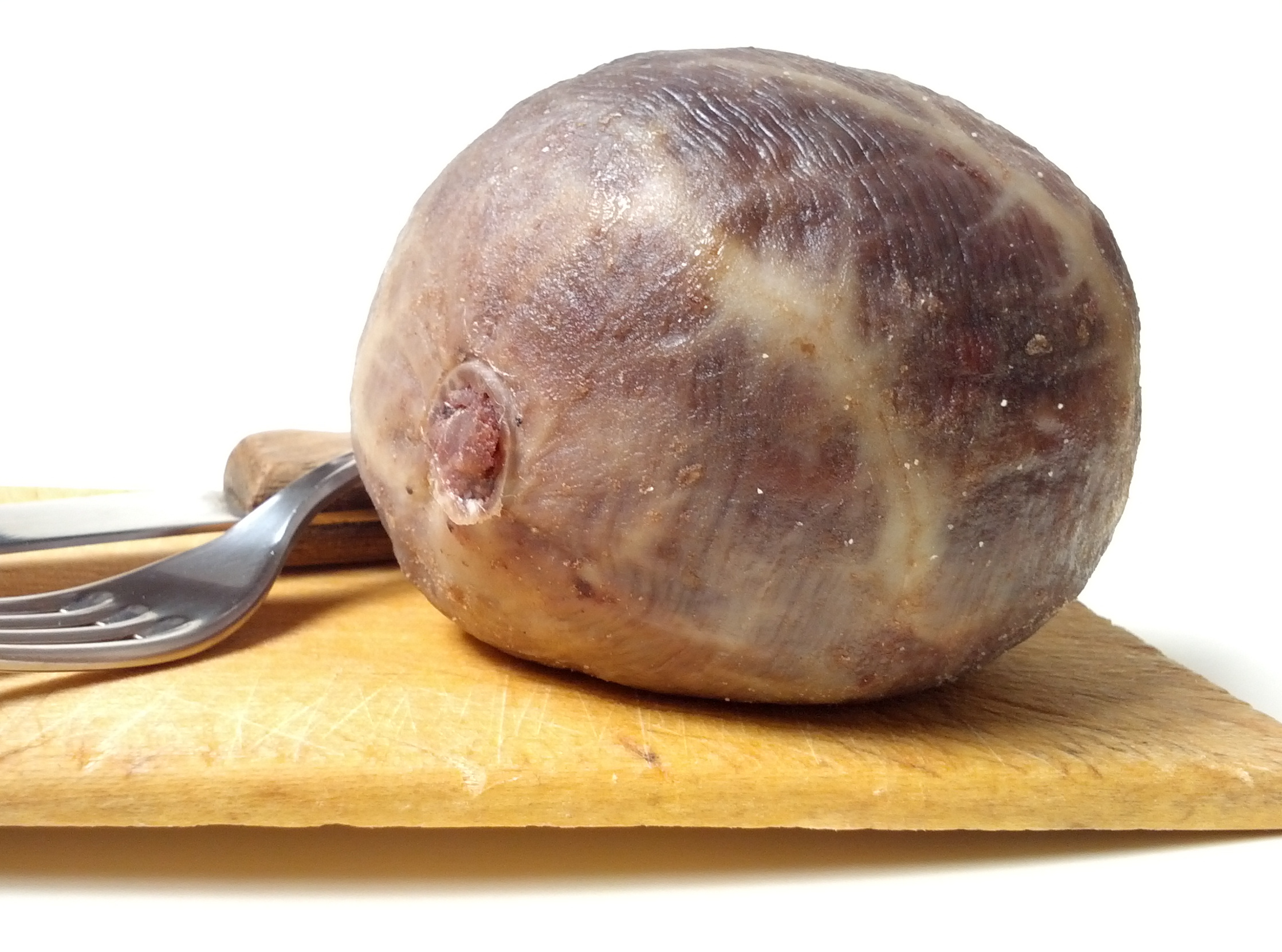
Biroldo